# 菊池芳文
菊池 芳文（きくち ほうぶん、1862年11月8日（文久2年9月17日） - 1918年（大正7年）1月18日）は明治・大正期の日本画家。大阪生まれ。同じく日本画家である菊池契月は彼の女婿。

## 略歴
1862年（文久2年）9月17日（旧暦）、大坂で表具師・市谷三郎兵衛の次男として生まれ、ほどなく菊池家の養子となる。本名常次郎、長じて名を克興、字を公起と称する。
はじめ滋野芳園に、1881年（明治14年）1月からは幸野楳嶺に師事。当初絵の学習は趣味的なものであったが、楳嶺の勧めに従い内弟子としての修行を開始、「師匠の筆跡のかすれまで真似させる」ともいわれるほどの厳しさと、西洋画法にも範をとり、参考図書の充実をも図るといった合理性を併せ持つ楳嶺の指導を実直、勤勉に習得、1882年（明治15年）、第1回内国絵画共進会展に出品した「修学院夏雨図」が銅賞を受賞し、京都画壇・四条派の正統を受け継ぐ画家として画壇デビュー。これ以降1887年（明治20年）の第2回内国絵画共進会展で「花鳥」「山水」が銅賞、1886年（明治19年）の京都青年絵画共進会展で「菊に雀」が第1席、1891年（明治24年）の日本絵画共進会展で「木曽山中」が2等賞、同年の日本美術協会展では「晩秋寝覚床図」が銅牌を受賞。このほか1893年（明治26年）のシカゴ万国博覧会にも「青堤群鷺」を出品、こうした活躍から、同門の竹内栖鳳、都路華香、谷口香嶠とともに「楳嶺門下の四天王」と称された。
1894年（明治27年）に京都市美術学校の教諭、1895年（明治28年）には京都青年絵画共進会の審査員となり、同展に出品した「秋霽小鷹狩図」は傑作と評された。1897年（明治30年）の第1回全国絵画共進会展に出品した「烟暖花新」もまた大傑作と絶賛され、この前後の時期に集中した森寛斎（1894年没）、幸野楳嶺（1895年没）、岸竹堂（1897年没）といった重鎮クラスの画家たちの死にも後押しされ、京都画壇で重要な地位を占めるにいたる。1903年（明治36年）に出品した「春の夕・霧の朝」によって「花鳥画の芳文」との評価を得、以降は花鳥画を多く制作。1907年（明治40年）に文部省美術展覧会（＝文展）が創設されると、その第1回では審査委員をつとめ、自らも「春秋花鳥」を出品した。文展へはその後第2～5、8，9回に出品。とりわけ1914年（大正3年）の第8回に出品した「小雨ふる吉野」では、その叙情的な表現が称賛され「桜の芳文」との異名もとることとなった。
1909年（明治42年）にはかねてから尽力してきた京都市立絵画専門学校の創立が実現し、教授に就任。1913年（大正2年）には自身が原画を描いた、オランダ・ハーグ平和宮の綴織壁掛が3年の歳月を費やして完成した。なお、1917年（大正6年）に帝室技芸員に任命されたとする文献もあるが、東京国立博物館所蔵の『帝室技芸員関連資料』では推薦はされてはいるものの、官報や当時の雑誌記事では確認できない。1918年（大正7年）、京都･衣笠の自宅で57歳で死去。

## 作品
| 作品名          | 技法         | 形状・員数 | 寸法（縦x横cm）   | 所有者             | 年代               | 出品展覧会 | 落款・印章 | 備考 |
| --------------- | ------------ | ---------- | ----------------- | ------------------ | ------------------ | ---------- | ---------- | ---- |
| 春の夕・霜の朝  | 絹本著色     | 八曲一双   | 158.5x485.0（各） | 京都市美術館       | 1903年（明治36年） |            |            |      |
| 桜花群鴉図      | 絹本墨画淡彩 | 1幅        | 157.5x84.0        | 京都国立近代美術館 | 明治時代後期       |            |            |      |
| 小雨ふる吉野    | 絹本著色     | 六曲一双   | 153.7x357.0（各） | 京都国立近代美術館 | 1914年（大正3年）  | 第8回文展  |            |      |
| 群人物図        | 絹本著色     |            | 164.8x111.3       | 関西大学           |                    |            |            |      |
| 富士春景        | 絹本著色     | 1幅        | 34.7x47.8         | ボストン美術館     |                    |            |            |      |
| Eagle on Branch | 絹本著色     | 1幅        | 141.92x81.92      | ミネアポリス美術館 |                    |            |            |      |